# Aguaderico Tercero
Aguaderico Tercero (también llamada Aguaderico de Rubio o simplemente Aguaderico junto con Aguaderico Segundo) es una localidad y pedanía española perteneciente al municipio de Cúllar, en la provincia de Granada, comunidad autónoma de Andalucía. Está situada en la parte nororiental de la comarca de Baza. A siete kilómetros del límite con la provincia de Almería, anexa a esta localidad se encuentra Aguaderico Segundo, y un poco más alejados están los núcleos de Venta Quemada, Tarifa, Barrio Nuevo y Las Vertientes.

## Demografía
Según el Instituto Nacional de Estadística de España, en el año 2023 Aguaderico Tercero contaba con 9 habitantes censados, lo que representa el 0,23% de la población total del municipio.

### Evolución de la población
| Gráfica de evolución demográfica de Aguaderico Tercero entre 2013 y 2023 |
|                                                                          |
| Datos según el nomenclátor publicado por el INE.                         |

## Comunicaciones

### Carreteras
La principal vía de comunicación que transcurre junto a esta localidad es:
| Identificador | Denominación  | Itinerario      |
| ------------- | ------------- | --------------- |
| A-92N         | Autovía A-92N | Guadix - Murcia |

Algunas distancias entre Aguaderico Tercero y otras ciudades:
| Ciudades | Distancia (km) |
| -------- | -------------- |
| Cúllar   | 15             |
| Baza     | 38             |
| Granada  | 133            |
| Murcia   | 148            |
| Jaén     | 188            |
| Almería  | 189            |